# Squadra siriana di Fed Cup
La squadra siriana di Fed Cup rappresenta la Siria nella Fed Cup, ed è posta sotto l'egida della Syrian Arab Tennis Federation.
Essa partecipa alla competizione dal 1994 senza mai superare le fasi zonali. Non ha preso parte alla Fed Cup 2011.

## Organico 2010
Aggiornato ai match del gruppo II (3-5 febbraio 2010). Fra parentesi il ranking della giocatrice nei giorni della disputa degli incontri.
- Diala Jamaleddine (WTA #)
- Kett Sadi (WTA #)
- Kim Sadi (WTA #)
- Diana Makki (WTA #)

## Ranking ITF
- Il prossimo aggiornamento del ranking è previsto per il mese di febbraio 2012.

| Siria nel Ranking ITF (aggiornata al 7 novembre 2011) |           |       |                            |
| Pos                                                   | Squadra   | Punti | Gruppo                     |
| 89                                                    | Moldavia  | 12.00 | Gruppo III - Europa/Africa |
| 90                                                    | Islanda   | 10.0  | Gruppo III - Europa/Africa |
| 91                                                    | Iran      | 0.00  | Gruppo II - Asia/Oceania   |
| 91                                                    | Barbados  | 0.00  | Gruppo II - Americhe       |
| 91                                                    | Sri Lanka | 0.00  | Gruppo II - Asia/Oceania   |
| 94                                                    | Zimbabwe  | 0.00  | Gruppo III - Europa/Africa |
| 95                                                    | Siria     | 0.00  | Gruppo II - Asia/Oceania   |